# Шато-Дофин
Шато-Дофин (на френски: Château-Dauphin) е замък във френското село Понжибо в Оверн (департамент Пюи дьо Дом). Построен в края на 12 в. Изоставен е през 17 в., когато собствениците му се пренасят да живеят в по-удобна сграда. На 21 март 1756 г. е продаден на Сезар I дьо Море, мускетар на служба при Луи XV. Оттогава до днес замъкът е собственост на неговите потомци – днес той се стопанисва от граф и графиня дьо Жермини, негови правнуци.
Замъкът е реставриран в края на 19 в. от граф Сезар III дьо Понжибо. Към него има терасирана на 3 нива градина с 2 кръгли басейна с фонтани от 18 в., която също е обявена за исторически паметник на Франция (1995). Към замъка функционира и музей на местната мина за сребро, която се експлоатира още от 3 в.